# Gross SZ
| SZ ist das Kürzel für den Kanton Schwyz in der Schweiz. Es wird verwendet, um Verwechslungen mit anderen Einträgen des Namens Gross zu vermeiden. |

Gross ist ein Viertel innerhalb der politischen Gemeinde Einsiedeln im schweizerischen Kanton Schwyz. Das Dorf liegt am Sihlsee.
Der Ort war 1311 als Grosse bekannt. Die Zahl der Einwohner betrug:
- 1860: 697 Einwohner
- 1905: 652 Einwohner
- 2000: 1137 Einwohner

Der noch heute von der Landwirtschaft geprägte Ort wurde in den letzten Jahren auch zu einem Wohnquartier von Einsiedeln und wegen seiner Lage am See auch als Naherholungsort wichtig.

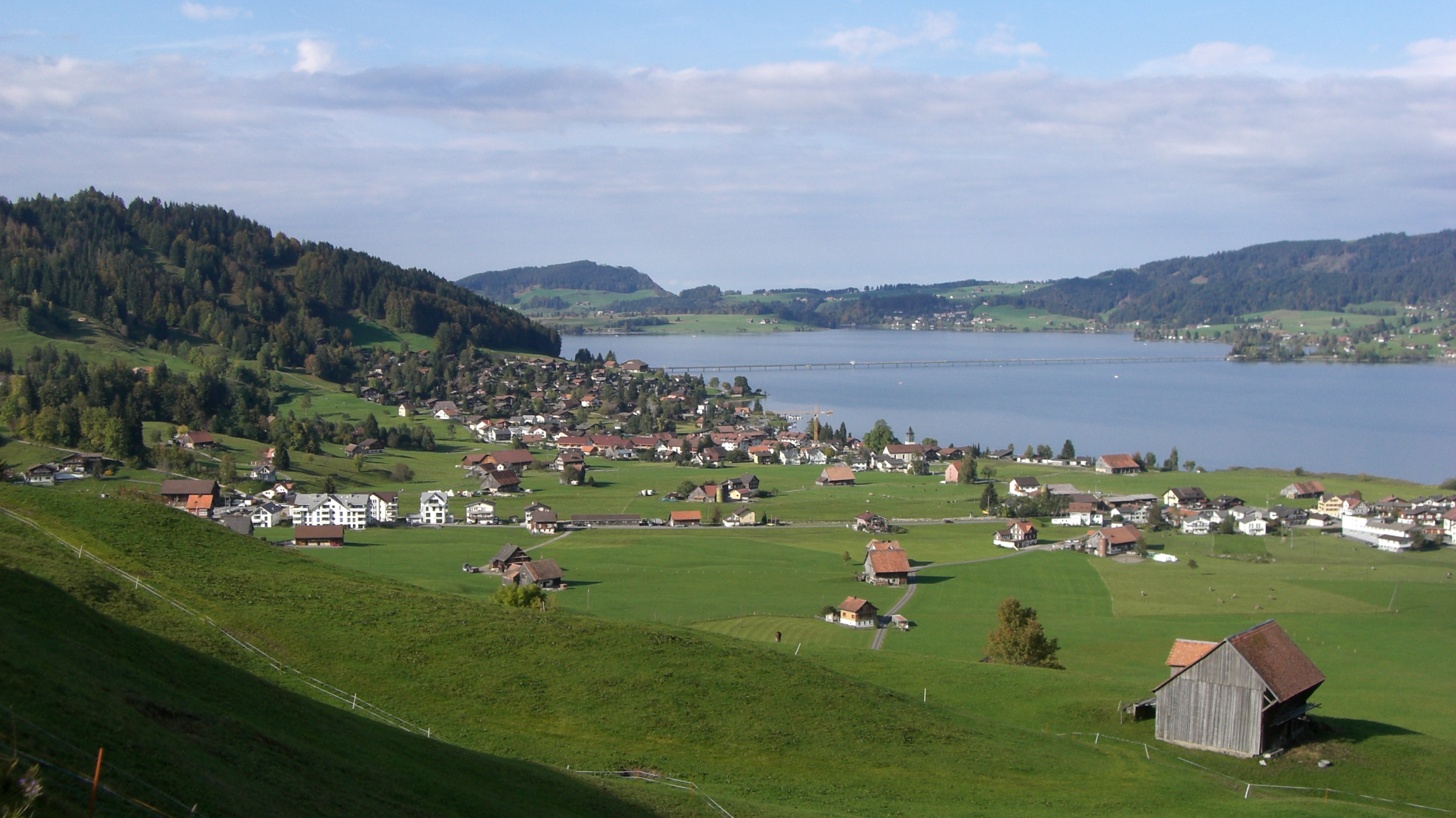
Gross